# Alchemilla diversiloba
Alchemilla diversiloba é uma espécie de rosácea do gênero Alchemilla, pertencente à família Rosaceae.